# Canoagem nos Jogos Europeus de 2015 - K-1 1000 m masculino
A categoria K-1 1000 metros masculino foi um dos eventos da canoagem nos Jogos Europeus de 2015. Foi disputada nos dias 14 e 15 de junho, no Kur Sport and Rowing Centre, em Mingachevir, no Azerbaijão.

## Calendário
Horário de verão do Azerbaijão (UTC+5).
| Data        | Horário | Fase          |
| ----------- | ------- | ------------- |
| 14 de junho | 09:21   | Eliminatórias |
| 14 de junho | 16:08   | Semifinal     |
| 15 de junho | 10:00   | Final         |

## Medalhistas
| Ouro   | GER Max Hoff            |
| Prata  | POR Fernando Pimenta    |
| Bronze | DEN René Holten Poulsen |

## Resultados

### Eliminatórias
Os seis melhores em cada bateria, mais os três barcos restantes mais rápidos avançaram para as semifinais.
Bateria 1
| Pos. | Canoísta            | Nacionalidade  | Tempo    | Notas |
| ---- | ------------------- | -------------- | -------- | ----- |
| 1    | Max Hoff            | GER Alemanha   | 3:36.950 | SF    |
| 2    | Fabio Wyss          | SUI Suíça      | 3:38.626 | SF    |
| 3    | Josef Dostál        | CZE Chéquia    | 3:38.703 | SF    |
| 4    | Roi Rodríguez       | ESP Espanha    | 3:38.990 | SF    |
| 5    | Miika Dietrich      | FIN Finlândia  | 3:40.061 | SF    |
| 6    | Antun Novaković     | CRO Croácia    | 3:41.575 | SF    |
| 7    | Christoph Kornfeind | AUT Áustria    | 3:51.215 |       |
| 8    | Tamerlan Mustafayev | AZE Azerbaijão | 3:58.144 |       |

Bateria 2
| Pos. | Canoísta            | Nacionalidade    | Tempo    | Notas |
| ---- | ------------------- | ---------------- | -------- | ----- |
| 1    | René Holten Poulsen | DEN Dinamarca    | 3:35.606 | SF    |
| 2    | Gábor Bozsik        | TUR Turquia      | 3:38.071 | SF    |
| 3    | Jonathan Boyton     | GBR Grã-Bretanha | 3:38.877 | SF    |
| 4    | Laurens Pannecoucke | BEL Bélgica      | 3:39.673 | SF    |
| 5    | Peter Gelle         | SVK Eslováquia   | 3:40.139 | SF    |
| 6    | Giulio Dressino     | ITA Itália       | 3:40.978 | SF    |
| 7    | Daniel Salbu        | NOR Noruega      | 3:43.027 | SFq   |
| 8    | Andreas Diamantis   | CYP Chipre       | 3:48.175 | SFq   |

Bateria 3
| Pos. | Canoísta             | Nacionalidade            | Tempo    | Notas |
| ---- | -------------------- | ------------------------ | -------- | ----- |
| 1    | Fernando Pimenta     | POR Portugal             | 3:40.476 | SF    |
| 2    | Marko Tomićević      | SRB Sérvia               | 3:41.142 | SF    |
| 3    | Dan Costea           | ROU Romênia              | 3:41.776 | SF    |
| 4    | Martin Brzeziński    | POL Polônia              | 3:42.461 | SF    |
| 5    | Jošt Zakrajšek       | SLO Eslovênia            | 3:45.367 | SF    |
| 6    | Kyriakos Syriopoulos | GRE Grécia               | 3:51.165 | SF    |
| 7    | Darko Savić          | BIH Bósnia e Herzegovina | 3:53.614 |       |
| 8    | Konstantin Dejkoski  | MKD Macedônia do Norte   | 4:02.329 |       |

Bateria 4
| Rank | Kayaker          | Country          | Time     | Notes |
| ---- | ---------------- | ---------------- | -------- | ----- |
| 1    | Aleh Yurenia     | BLR Bielorrússia | 3:36.045 | SF    |
| 2    | Cyrille Carré    | FRA França       | 3:37.460 | SF    |
| 3    | Vasily Pogreban  | RUS Rússia       | 3:39.410 | SF    |
| 4    | Miroslav Kirchev | BUL Bulgária     | 3:43.812 | SF    |
| 5    | Vitaliy Tsurkan  | UKR Ucrânia      | 3:44.533 | SF    |
| 6    | László Solti     | HUN Hungria      | 3:44.892 | SF    |
| 7    | Aldis Vilde      | LAT Letônia      | 3:46.228 | SFq   |

### Semifinal
Os três barcos mais rápidos em cada semifinal avançaram para a final A. Os próximos três barcos mais rápidos em cada semifinal avançaram para a final B.
Semifinal 1
| Pos. | Canoísta         | Nacionalidade | Tempo    | Notas |
| ---- | ---------------- | ------------- | -------- | ----- |
| 1    | Max Hoff         | GER Alemanha  | 3:21.890 | FA    |
| 2    | Miroslav Kirchev | BUL Bulgária  | 3:22.861 | FA    |
| 3    | Marko Tomićević  | SRB Sérvia    | 3:24.651 | FA    |
| 4    | Gábor Bozsik     | TUR Turquia   | 3:26.322 | FB    |
| 5    | Miika Dietrich   | FIN Finlândia | 3:28.064 | FB    |
| 6    | Vasily Pogreban  | RUS Rússia    | 3:29.596 | FB    |
| 7    | Jošt Zakrajšek   | SLO Eslovênia | 3:32.307 |       |
| 8    | Daniel Salbu     | NOR Noruega   | 3:32.590 |       |
| 9    | Giulio Dressino  | ITA Itália    | 3:45.026 |       |

Semifinal 2
| Rank | Kayaker             | Country        | Time     | Notes |
| ---- | ------------------- | -------------- | -------- | ----- |
| 1    | René Holten Poulsen | DEN Dinamarca  | 3:23.778 | FA    |
| 2    | Cyrille Carré       | FRA França     | 3:24.237 | FA    |
| 3    | Josef Dostál        | CZE Chéquia    | 3:25.441 | FA    |
| 4    | Peter Gelle         | SVK Eslováquia | 3:25.951 | FB    |
| 5    | Roi Rodríguez       | ESP Espanha    | 3:25.969 | FB    |
| 6    | Martin Brzeziński   | POL Polônia    | 3:28.718 | FB    |
| 7    | Dan Costea          | ROU Romênia    | 3:31.010 |       |
| 8    | László Solti        | HUN Hungria    | 3:33.773 |       |
| 9    | Aldis Vilde         | LAT Letônia    | 3:41.231 |       |

Semifinal 3
| Rank | Kayaker              | Country          | Time     | Notes |
| ---- | -------------------- | ---------------- | -------- | ----- |
| 1    | Fernando Pimenta     | POR Portugal     | 3:25.832 | FA    |
| 2    | Aleh Yurenia         | BLR Bielorrússia | 3:26.596 | FA    |
| 3    | Jonathan Boyton      | GBR Grã-Bretanha | 3:27.898 | FA    |
| 4    | Fabio Wyss           | SUI Suíça        | 3:29.661 | FB    |
| 5    | Laurens Pannecoucke  | BEL Bélgica      | 3:29.689 | FB    |
| 6    | Vitaliy Tsurkan      | UKR Ucrânia      | 3:31.925 | FB    |
| 7    | Antun Novaković      | CRO Croácia      | 3:32.120 |       |
| 8    | Andreas Diamantis    | CYP Chipre       | 3:36.107 |       |
| 9    | Kyriakos Syriopoulos | GRE Grécia       | 3:49.098 |       |

### Final
Final B
Os competidores desta final disputaram as posições 10 a 18.
| Pos. | Canoísta            | Nacionalidade  | Tempo    |
| ---- | ------------------- | -------------- | -------- |
| 1    | Peter Gelle         | SVK Eslováquia | 3:35.203 |
| 2    | Roi Rodríguez       | ESP Espanha    | 3:35.751 |
| 3    | Laurens Pannecoucke | BEL Bélgica    | 3:36.092 |
| 4    | Miika Dietrich      | FIN Finlândia  | 3:37.298 |
| 5    | Martin Brzeziński   | POL Polônia    | 3:37.345 |
| 6    | Fabio Wyss          | SUI Suíça      | 3:37.377 |
| 7    | Gábor Bozsik        | TUR Turquia    | 3:37.402 |
| 8    | Vitaliy Tsurkan     | UKR Ucrânia    | 3:40.063 |
| 9    | Vasily Pogreban     | RUS Rússia     | 3:42.691 |

Final A
Os competidores desta final disputaram as posições de 1 a 9, com medalhas para os três primeiros.
| Pos.              | Canoísta            | Nacionalidade    | Tempo    |
| ----------------- | ------------------- | ---------------- | -------- |
| Medalha de ouro   | Max Hoff            | GER Alemanha     | 3:28.205 |
| Medalha de prata  | Fernando Pimenta    | POR Portugal     | 3:28.421 |
| Medalha de bronze | René Holten Poulsen | DEN Dinamarca    | 3:28.863 |
| 4                 | Miroslav Kirchev    | BUL Bulgária     | 3:29.248 |
| 5                 | Aleh Yurenia        | BLR Bielorrússia | 3:30.851 |
| 6                 | Josef Dostál        | CZE Chéquia      | 3:31.354 |
| 7                 | Cyrille Carré       | FRA França       | 3:33.336 |
| 8                 | Marko Tomićević     | SRB Sérvia       | 3:35.132 |
| 9                 | Jonathan Boyton     | GBR Grã-Bretanha | 3:37.036 |